# Seeschlacht auf der Kolberger Heide
Die Seeschlacht auf der Kolberger Heide fand am 1. Juli 1644 statt. Im Verlauf des Schwedisch-Dänischen Kriegs 1643–1645  kämpften auf der Kolberger Heide eine schwedische und eine dänische Flotte um die Vorherrschaft im westlichen Ostseebereich. Der Sand der Kolberger Heide, ehemals an der Schönberger Probsteiküste gelegen, war seit der Sturmflut am 10. Februar 1625 fortgespült und hatte sich vor Laboe abgesetzt; der Name blieb für das küstennahe Meeresgebiet erhalten.
Die beiden Flotten mit 40 bzw. 34 Schiffen trafen nördlich von Fehmarn aufeinander und zogen dann im Verlauf der Schlacht bis in die Kieler Förde. Der dänische Reichsadmiral Jørgen Vind und König Christian IV. wurden in der Schlacht schwer verwundet. Christian IV. verlor ein Auge, kämpfte aber weiter. Vind erlag seinen Verletzungen am 17. Juli in Kopenhagen. Auch der kommandierende Admiral der Schweden Clas Larsson Fleming wurde auf seinem Schiff, der Scepter, von einer dänischen Batterie tödlich getroffen.
Die Dänen konnten sich behaupten und eine schwedische Landung verhindern. Das Ereignis wurde später in der dänischen Königshymne Kong Kristian stod ved højen mast literarisch verarbeitet.